# 阿奎納多宮
阿奎納多宮（Emilio F. Aguinaldo Shrine）是一座位於菲律賓甲米地省卡維特市的國立歷史紀念館，為首位總統埃米利奧·阿奎納多之故居，也是菲律賓獨立宣言最初於1898年所公開宣言的地點。
為紀念獨立宣言的歷史事蹟，每年在6月12日這一天在此升起國旗已示紀念。現今此處改建為可供遊客參訪的紀念館設施。

## 構成

### 阿奎納多公園
鄰近河岸旁的酒店用地被擴建成 阿奎納多公園，博物館前方的公園是為1998年所舉行菲律賓百年慶典所建造的。公園中有著很長的海濱大道跟兩條長池。以前本建築設立在一條繁忙的街道前。在公園裡設有阿奎納多騎馬的銅像。

### 主建築

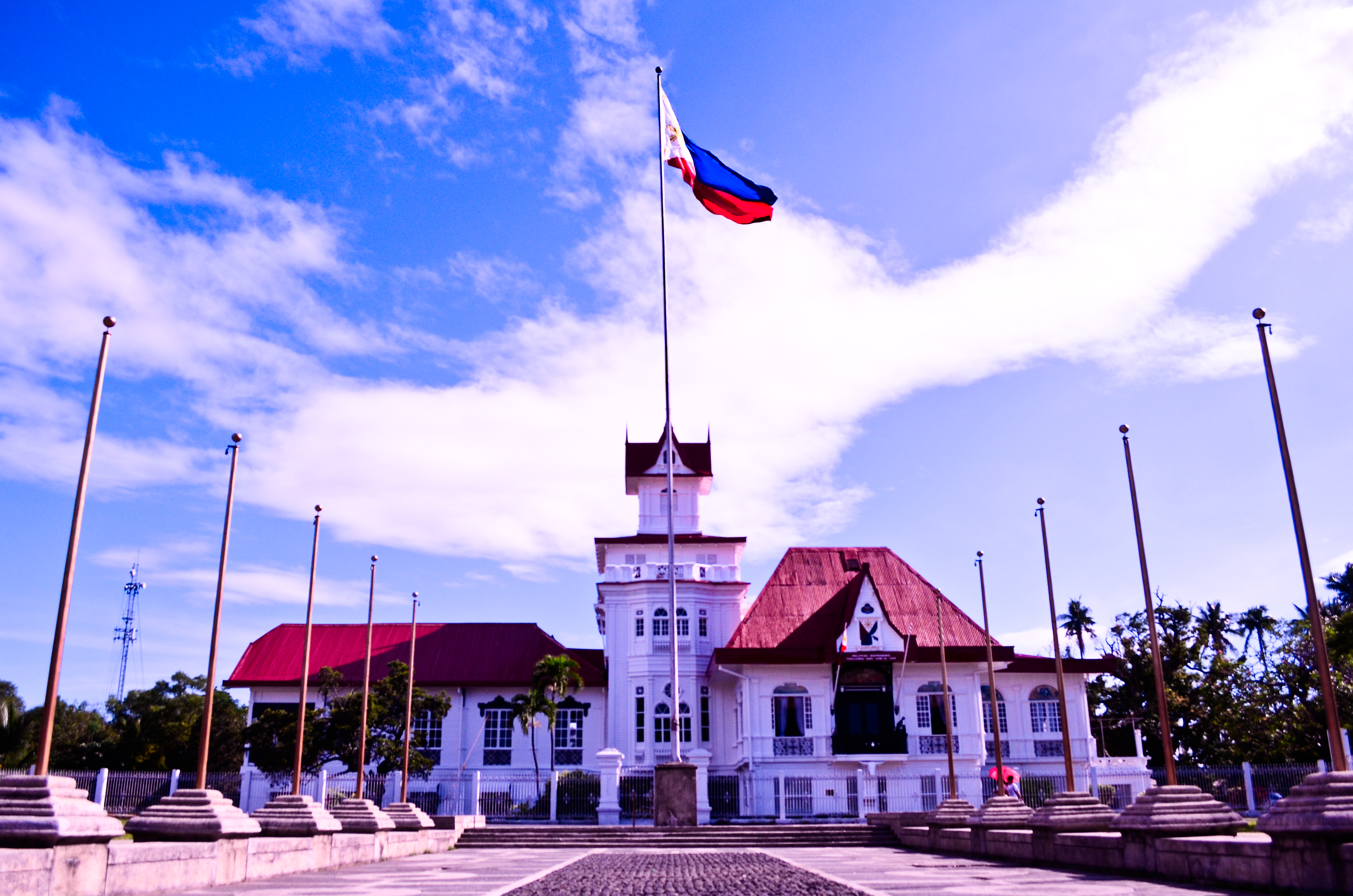
阿奎納多的豪宅

阿奎納多的故居是一棟超過14,000平方英尺（1,300平方）的豪宅，由阿奎納多本人所設計。這所房子設有秘密通道和藏匿文件和武器的地窖，且在古董家具上有以菲律賓國旗裝飾和其他國家象徵的圖案 。這棟建築分為三個部分：位在西側的主屋、在東側的起居翼跟位在兩者之間的塔樓。 正中央是一座五層高的塔樓，頂部有一個尖頂。二樓的夾層閣樓有時被視為額外的樓層。以前沒有圍牆的庭院是這個時代的建築特色  今天，這棟建築的一樓設為阿奎納多的紀念博物館跟其他歷史文物的展示場所。現今，重現1898年6月12日當時阿奎納多本人樣貌的全像投影也是展示品之一。
位於二樓的是大廳，一個大型會議室裡有一個歷史悠久的前窗與陽台，菲律賓的獨立宣言當初即於此處宣讀。阿奎納多在1919年的裝修期間增設了窗前的獨立陽台。
位於同一層樓的餐廳天花板上，挑高的天花板上崁入著菲律賓全國的立體地圖。二樓空間也包含了阿奎納多的臥室、廚房、會議廳、以及一塊位在建築西側的露天空間，位於建築的東側則是三個女兒的臥室。東側末端另有一座加蓋屋簷的陽台。由於當時對抗西班牙殖民統治的軍事革命計畫曾在此處進行討論，因而被阿奎納多本人命名為Galeria de los Pecadores (Hall of the Sinners；罪惡者的會廳）
位於大廳上方的是閣樓圖書室，可俯瞰下方的會議大廳。步梯的上方是外交官辦公室，曾用作阿奎納多的女婿Jose Melencio（當時的特命全權大使）的個人書齋。再上一樓是屬於阿奎納多晚年起居所使用的另外一間寢室。其外側的陽台可遠眺遠至馬尼拉市區。最後通過一段狹小的樓梯後可登上這座建築物的最頂端，據說曾是這位總統最為喜好的個人空間。

### 庭院

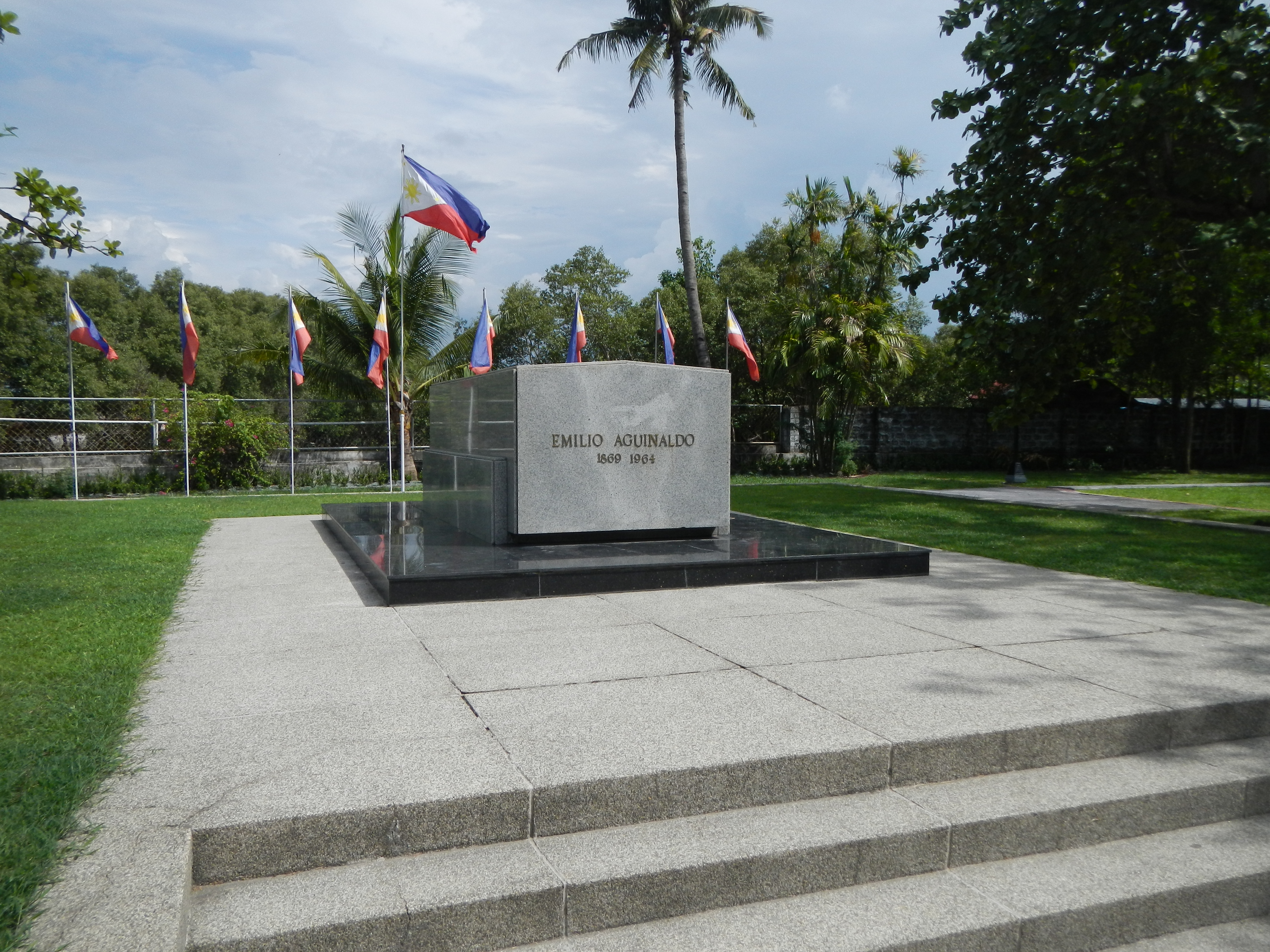
庭院和埃米利奧·阿奎納多的墓碑

房子的庭院鬱鬱蔥蔥，綠樹成蔭，與東邊的河流接壤，南邊則是魚池。在房子外展示的是阿奎納多的私人車輛，一輛修復於2009年11月的1924年的帕卡德加長轎車.
這位總統過世後，被葬於屋後花園正中央的大理石墓。

## 博物館
位於一樓的阿奎納多宮博物館由菲律賓國家歷史研究所經營與維護。

## 註解
1. 1 2  "Historical Sites of Cavite" 的存檔，存档日期December 30, 2011，.. Provincial Government of Cavite Website. Retrieved on 2011-10-18.
2. 1 2  Javellana, Rene and Zialcita, Fernando Nakpil, etc. (1997). "Filipino Style", pg. 66–69. Periplus Editions (HK) Ltd. ISBN 0-8048-7050-0
3. 1 2  "A House of History". National Historical Institute of the Philippines. Retrieved on 2011-10-19.
4. 1 2
5. ↑  Innocenti (2005-01-05). "Philippines, Cavite, Kawit (01-05-2005)" （页面存档备份，存于）. Panoramio.com. Retrieved on 2011-10-17.
6. ↑  aiebo (2007-12-27). "Aguinaldo's House at Kawit Cavite" （页面存档备份，存于）. Panoramio.com. Retrieved on 2011-10-17.
7. ↑  ericaorange (2010-06-13). "The House of Gen. Emilio Aguinaldo 的存檔，存档日期January 17, 2011，.. Tara Na!. Retrieved on 2011-10-17.

## 外部連結
- Blogspot （页面存档备份，存于） 景點介紹（英文連結）
- The Aguinaldo Shrine （页面存档备份，存于） AngelCent觀光指南，包含內部照片與交通指引
- The House of General Aguinaldo.